# Shizitang (métro de Nanning)
Shizitang (chinois : 石子塘站 / pinyin : Shízǐtáng zhàn / zhuang : Camh Sizswjdangz) est une station de la ligne 2 du métro de Nanning. Elle est située de part et d'autre du boulevard Yinhai, dans le district de Liangqing de la ville de Nanning, en Chine.
Ouverte en 2017, elle comprend trois entrées et une seule plateforme.

## Situation sur le réseau

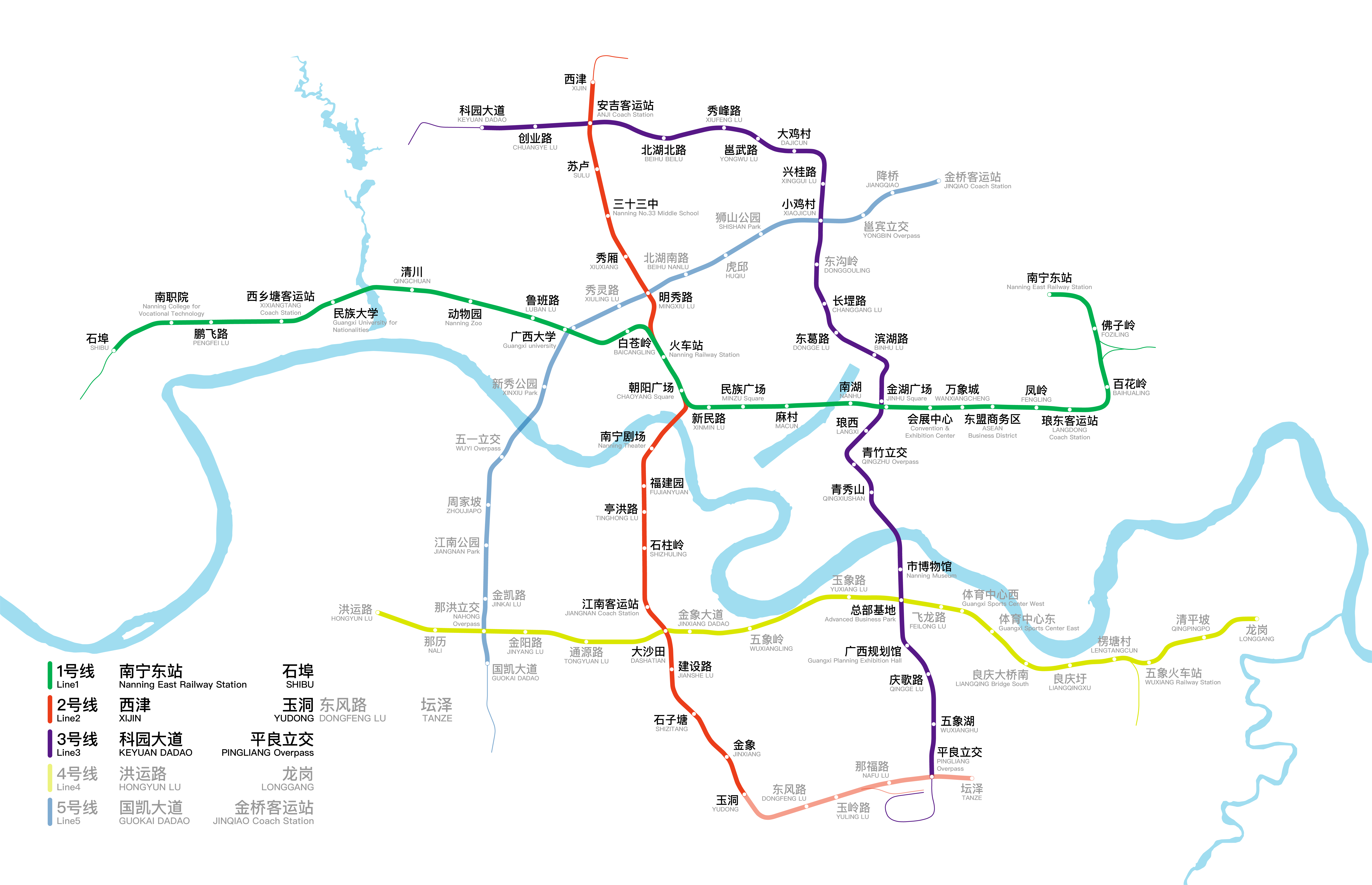
Plan du métro.

Établie en souterrain, Shizitang est située sur la ligne 2 du métro de Nanning, entre la station Rue Jianshe, en direction du terminus nord Xijin (zh), et la station Jinxiang, en direction du terminus sud Tanze.

## Histoire
Le tracé de la ligne est décidé en juin 2014, avec une première phase comprenant 18 stations pour 21,2 kilomètres, coûtant environ 15.5 milliards 元. La ligne ouvre officiellement le 28 décembre 2017 avec 17 autres stations.

## Services aux voyageurs

### Accès et accueil
La station est accessible tous les jours, par trois entrées différentes, mais quatre étaient planifiées. La sortie D comprend un ascenseur pour personnes handicapées. La station est d'une forme rectangulaire.
Station souterraine, elle dispose de trois niveaux :
| Niveau 0   | Entrées et sorties                     | Entrées et sorties                                         |
| Sous-sol 1 | Salle d'accueil                        | Service à la clientèle, boutiques et guichet libre-service |
| Sous-sol 2 |                                        | Ligne 2 Voie 1 : En direction de Xijin (zh)                |
| Sous-sol 2 | Quai central                           |                                                            |
| Sous-sol 2 | Ligne 2 Voie 2 : En direction de Tanze |                                                            |

### Desserte
Les premiers et derniers passages en direction de Xijin sont à 6h34 et 22h34, tandis que ceux en direction de Tanze est sont à 6h56 et 23h02.

## À proximité
| Numéro                                         | Destinations proches |
| ---------------------------------------------- | --- |
| Sortie A                                       | Boulevard Yinhai (银海大道), École affiliée à l'Université du Sud-Ouest section expérimentale (西南附属学校 (实验校区) ), Pièces automobiles Nanning-Shuncong (南宁市顺聪汽车用品修配经营部), Entrée nord-est de l'Hôpital de médecine traditionnelle chinoise de Nanning (南宁中科医院东北门) |
| Sortie B                                       | Boulevard Yinhai, École primaire Jinxiang (南宁市金象小学), Ville écologique Jinxiang (金象绿城), Ville nouvelle de Ximei (启美新城) |
| Sortie C                                       | Entrée fermée |
| Sortie D                                       | Cité de l'ameublement Yuexing (粤兴家私城), Hôtel Sideson (赛德森酒店) |
| Légende： Ascenseur pour personnes handicapées | |